# Diatrype
Diatrype Fr. (gruzak) – rodzaj grzybów z rodziny Diatrypaceae.

## Charakterystyka
Grzyby nadrzewne rozwijające się głównie na starzejących się gałęziach i gałązkach drzew i krzewów. Rodzaj charakteryzuje się szeroko rozpostartymi lub brodawkowatymi, płaskimi lub lekko wypukłymi podkładkami, z krążkowymi lub bruzdowanymi ostiolami na powierzchni, workami 8-zarodnikowymi na długich szypułkach i szklistymi lub brązowawymi, alantoidalnymi (kiełbaskowatymi) askosporami. Anamorfa jest opisywana jako podobna do Libertella i Dumortieria.

## Systematyka i nazewnictwo
Pozycja w klasyfikacji według Index Fungorum: Diatrypaceae, Xylariales, Xylariomycetidae, Sordariomycetes, Pezizomycotina, Ascomycota, Fungi.
Synonimy nazwy naukowej: Ectosphaeria Speg., Phaeotrype Sacc., Pyrenodochium Bonord., Stictosphaeria Tul. & C. Tul., Valsa Adans.
Gatunki występujące w Polsce:
- Diatrype bullata (Hoffm.) Fr. 1849 – gruzak wierzbowy
- Diatrype decorticata (Pers.) Rappaz 1987 – gruzak bukowokorowy
- Diatrype disciformis (Hoffm.) Fr. 1849 – gruzak bukowy
- Diatrype polycocca Fuckel 1870
- Diatrype rappazii (Chleb.) Lar.N. Vassiljeva 2004
- Diatrype subaffixa (Schwein.) Cooke 1883
- Diatrype spilomea Syd. 1934
- Diatrype stigma (Hoffm.) Fr. 1849 – gruzak brzozowy

Nazwy naukowe na podstawie Index Fungorum. Wykaz gatunków według wykazu W. Mułenki i in. oraz A. Chlebickiego Polskie nazwy na podstawie rekomendacji Polskiej Komisji Nazewnictwa Grzybów przy Polskim Towarzystwie Mykologicznym.

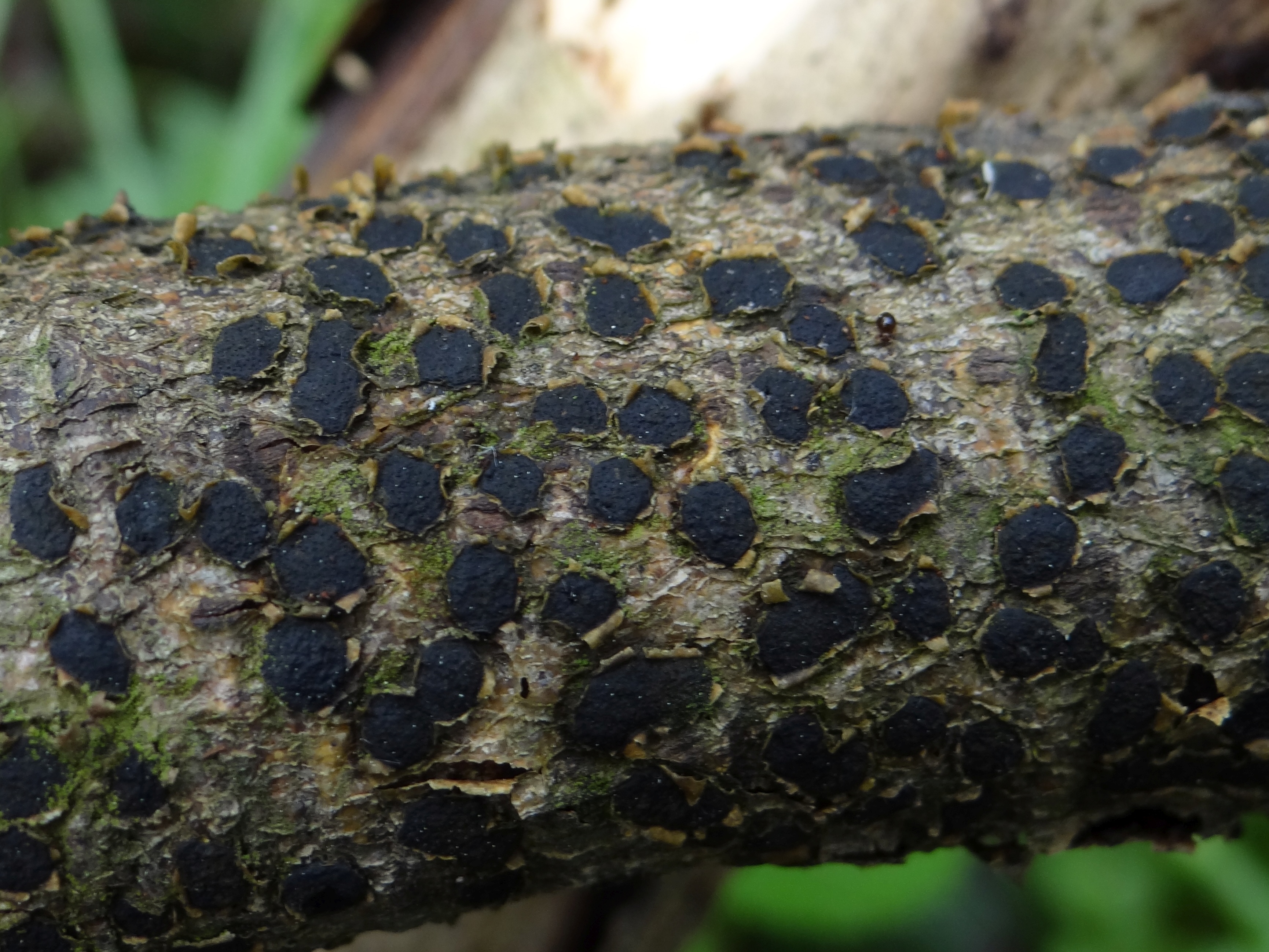
Gruzak bukowy
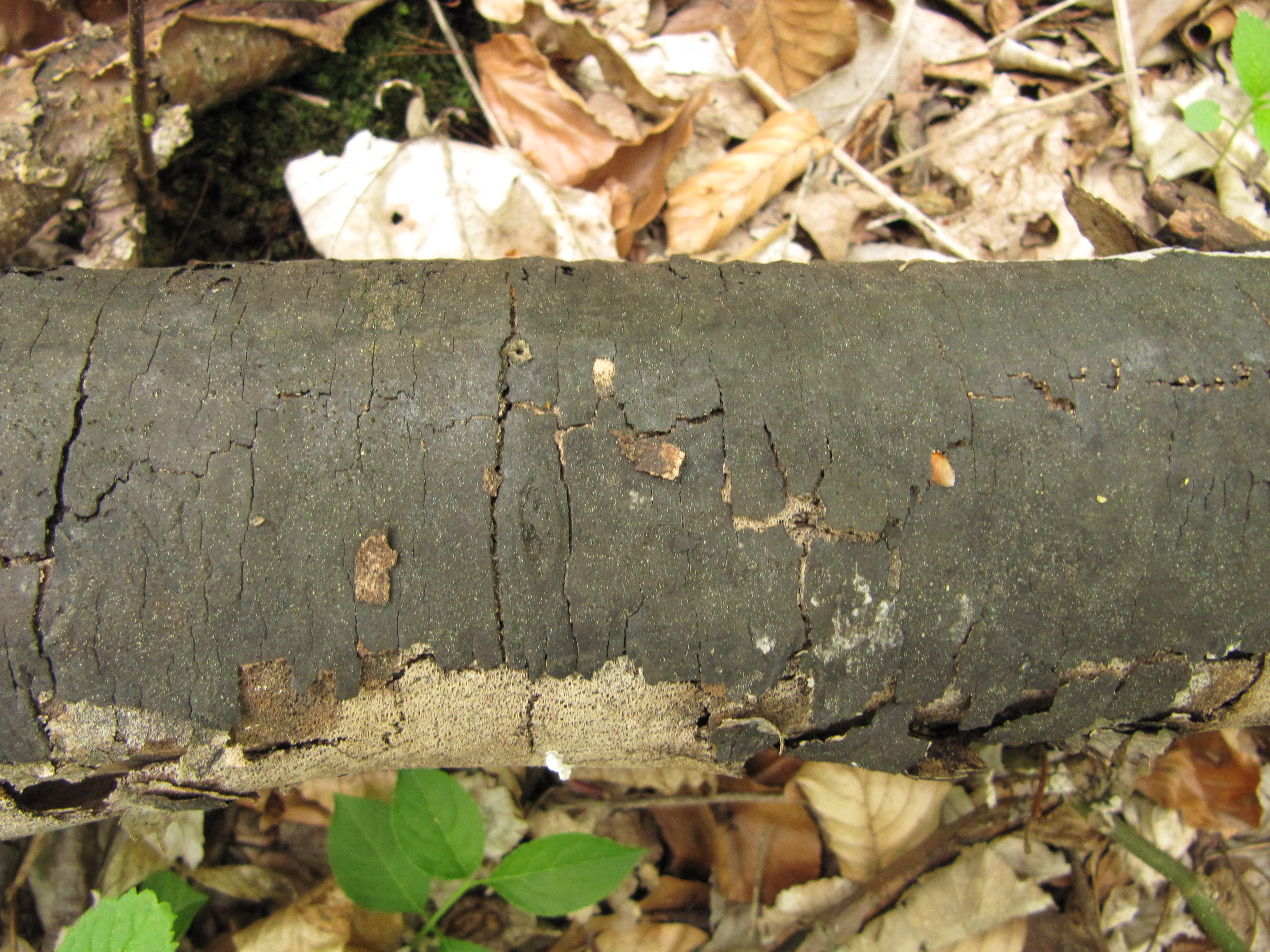
Gruzak brzozowy
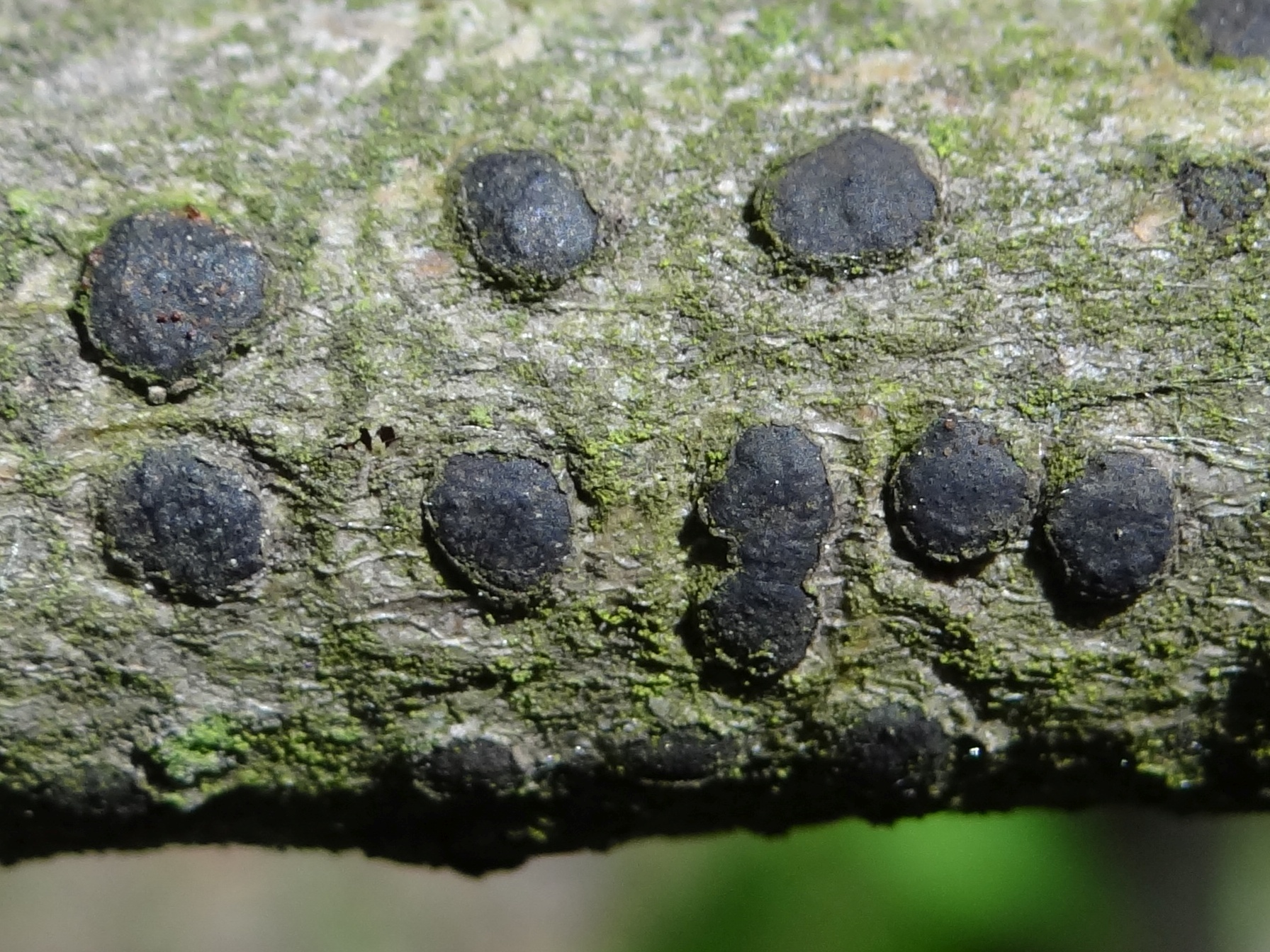
Gruzak wierzbowy
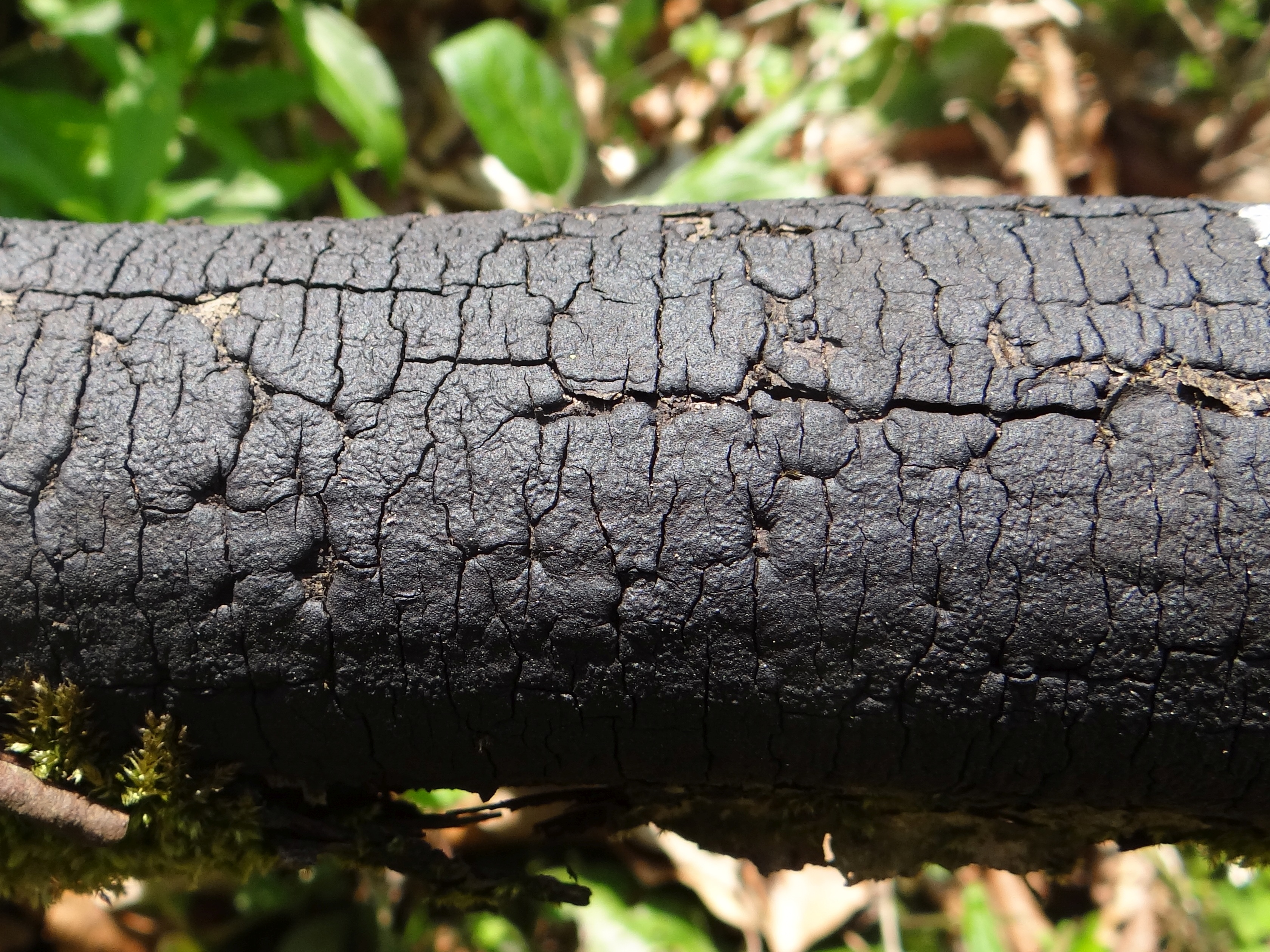
Diatrype decorticata